# Agustín Arredondo
Agustín Arredondo fue gobernador y capitán general de las provincias de Trinidad y Guayana entre 1726 y 1731. Posteriormente fue gobernador interino de Guayana entre 1732 y 1733. 
En 1731 la provincia se divide en 2: Guayana, que se integró a la provincia de Nueva Andalucía bajo la jurisdicción de la Real Audiencia de Santo Domingo y Trinidad, que continuaba bajo la jurisdicción de la Real Audiencia de Santa Fe. Esta situación se concretó el 18 de agosto de 1733, cuando Carlos de Sucre asumió la gobernación de Nueva Andalucía. Al gobernador Arredondo le sucedió en el cargo Bartolomé de Aldunate y Rada, quien murió en 1732 y entonces asumen el gobierno, los alcaldes José Orbay y Pedro Jiménez, éstos decidieron encargar la gobernación de la Provincia de Guayana a Arredondo. Finalmente el 30 de diciembre de 1733, el gobernador Sucre lo nombró Teniente del Gobernador, de este modo Guayana pasaba de hecho a la jurisdicción de Nueva Andalucía.

## Cargos desempeñados
Gobernador y capitán general de las provincias de Trinidad y Guayana entre 1726 y 1731. El título para sustituir a Martín Pérez de Anda (gobernador y capitán general de las provincias de Trinidad y Guayana entre 1721 y 1726) le fue concedido el 4 de noviembre de 1725, en atención a los méritos acumulados en 22 años de servicio en los ejércitos reales. La gobernación se le concedía por 5 años y debía prestar juramento en la Casa de Contratación de Sevilla. Asimismo, el salario acordado era de 2.000 ducados más otros 1.000 en frutos de la tierra. Por esta época la situación de la provincia era muy difícil ya que los cultivos de cacao de Trinidad se habían arruinado y Santo Tomé de Guayana era sólo un presidio con muy escasa población. Gobernador interino de Guayana entre 1732 y 1733.

## Obras importantes
- Arredondo presentó un proyecto de fortificación de la boca del caño Limones en el Orinoco, asistido por el ingeniero Pablo Díaz Fajardo.
- En 1731 concedió permiso para que se instalara una misión jesuita entre los indios araucas en el sitio conocido como cerro Hacha, en las bocas del Caroní, frente a Santo Tomé.
- Ese mismo año se le encargó acudir al río Aquire para castigar a los indios caribes por haber dado muerte al obispo francés Nicolás Gervasio Labrid, misión que cumplió con mucha moderación.